# (10169) Ogasawara
(10169) Ogasawara est un astéroïde de la ceinture principale.

## Description
(10169) Ogasawara est un astéroïde de la ceinture principale. Il fut découvert le 21 février 1995 à Ōizumi par Takao Kobayashi. Il présente une orbite caractérisée par un demi-grand axe de 2,87 UA, une excentricité de 0,11 et une inclinaison de 10,0° par rapport à l'écliptique.

## Compléments